# Davit Mudzsiri
Davit Mudzsiri, grúzul: დავით მუჯირი (Tbiliszi, 1978. január 2. –) grúz válogatott labdarúgó.

## Nemzeti válogatott
A Grúz válogatottban 25 mérkőzést játszott, melyeken 1 gólt szerzett.

## Statisztika
| Grúz válogatott | Grúz válogatott | Grúz válogatott |
| Időszak         | Mérk.           | gól             |
| --------------- | --------------- | --------------- |
| 2003            | 1               | 0               |
| 2004            | 2               | 0               |
| 2005            | 7               | 0               |
| 2006            | 6               | 1               |
| 2007            | 6               | 0               |
| 2008            | 3               | 0               |
| Összesen        | 25              | 1               |